# Olivier Germain-Thomas
Olivier Germain-Thomas, né le 25 juillet 1943 à Brive-la-Gaillarde, est un écrivain et producteur de radio français.

## Biographie

### Parcours (radio, télévision, édition)
Après des études de lettres et de philosophie à la Sorbonne, puis un doctorat de philosophie (esthétique) sous la direction de Jean Grenier sur la symbolique de l'art bouddhique en Inde, Olivier Germain-Thomas devient en 1970 le premier délégué général de l'Institut Charles-de-Gaulle sous la présidence d'André Malraux, puis administrateur de l'Institut de 1991 à 1994.
Il fonde le mensuel L'Appel en 1973. Il effectue alors de nombreux voyages et séjours en Inde, puis au Japon, dans le sud-est asiatique, enfin en Chine.
À France Culture, il est producteur de l'émission Agora (1978-1995), il crée Tire ta langue !, la première émission consacrée au français, puis For intérieur (1995-2011), dans laquelle il s’entretient pendant près d'une heure chaque semaine avec un écrivain, un penseur ou une personnalité susceptible d'élargir l'horizon spirituel des auditeurs.
De 1987 à 1997, il produit pour la télévision des portraits de Simone Weil, Yukio Mishima, André Malraux, J. M. G. Le Clézio, Jean Grosjean, etc.
En 1993, il reçoit le prix Valery-Larbaud. Il deviendra par la suite membre du jury de ce prix.
Depuis 1997, il dirige la collection « Chemins d'éternité » aux éditions Pygmalion.
Depuis 2009, il est coorganisateur des rencontres littéraires de Tapovan autour de l'Inde.
En 2008 et 2011, il est candidat à l'Académie française,.
En 2011, il est élu administrateur de la Fondation Charles-de-Gaulle. La même année, il quitte France Culture. Il se consacre alors complètement à son travail littéraire.
En 2015, il devient chroniqueur régulier du magazine livre trimestriel Ultreïa. Il crée la collection de livres de voyages « Arpenter le sacré » aux éditions Desclée de Brouwer. Il est membre du comité scientifique des Rencontres d'Aubrac.

### Vie privée
Marié, il est père de quatre enfants.

### Décorations
- Officier des Arts et des Lettres
- Chevalier de la Légion d'honneur[4]

## Œuvres
- Les Rats capitaines, Hallier, 1978
- Soleils de cendre, Paris, Albin Michel, 1979
- La Tentation des Indes, Paris, Plon, 1981 ; réed. Paris, Albin Michel, 1993
- L'amour est assez grand seigneur, Paris, Albin Michel, 1985 — prix des Créateurs
- Retour à Bénarès, Paris, Albin Michel, 1986
- De Gaulle jour après jour  (avec Philippe Barthelet), Paris, Éditions F.X de Guibert, 2000
- Princesse non identifiée, Paris, Flammarion, 1990
- Au cœur de l'enfance - Préhistoire, Paris, Flammarion, 1993 — prix Valery-Larbaud
- Le Village des serpents, Albin Michel, 1997
- Images découpées en Birmanie, éditions Fata Morgana, 1997
- Écriture de la lumière, Le Temps qu'il fait, 1998
- (ja) "Nihon Taiboron (日本待望論)" (Appel au réveil de la spiritualité japonaise)  (trad. Takemoto Tadao), éditions Sanskei shinbun news services,‎ novembre 1998, 240 p. (ISBN 4-594-02614-1)
- Marion ou le Corps enseignant, éditions du Rocher, 2000
- En chemin vers le Bouddha, Albin Michel, 2001 — grand prix catholique de littérature
- La France en paroles, Albin Michel, 2002
- Birmanie, une foi au quotidien  (photogr. Bertrand Rey), Payot, 2002
- La Traversée de la Chine à la vitesse du printemps, éditions du Rocher, 2003
- Le Voyage des Indes  (photogr. R. et S. Michaud), Imprimerie nationale, 2003
- Mandalas  (avec Sayed Haider Raza), Paris, Albin Michel, octobre 2004, 128 p. (ISBN 978-2-226-15436-1)
- Un matin à Byblos, éditions du Rocher, 2005 — grand prix Phénix du Liban, prix  Méditerranée
- Mosaïque du feu, éditions du Rocher, 2004
- Lumières du Bouddha  (photogr. Christophe Boisvieux), éditions EDL, 2007
- Le Bénarès-Kyôto, éditions du Rocher, 2007 — prix Renaudot du meilleur essai
- Marco Polo, Paris, Gallimard, 2010
- Asies, éditions Signatura, 2010
- La Tentation des Indes, Gallimard, coll. « Folio », 2011
- Angkor, lumière de pierre  (photogr. Mireille Vautier), Imprimerie nationale, 2011
- Empreintes du sacré  (photogr. Ferrante Ferranti), La Martinière, 2012
- Manger le vent à Borobudur, Gallimard, coll. « Le Sentiment géographique », 2013.
- Marche avec la nuit, éditions du Rocher, 2017
- La Brocante de mai 68 et ouvertures, Pierre-Guillaume de Roux, 2018
- Du Fuji à l'Athos, par l'Amérique, Gallimard, coll. « Le Sentiment géographique », 2022

### Autre prix
- 2006 : Grand prix de littérature Henri-Gal de l’Institut de France pour l’ensemble de son œuvre

### Radio
- Les 15 ans de For intérieur, entretien avec Olivier Germain-Thomas (3 fichiers audio à lire en ligne)